# Xenortholitha extrastrenua
Xenortholitha extrastrenua är en fjärilsart som beskrevs av Eugen Wehrli 1931. Xenortholitha extrastrenua ingår i släktet Xenortholitha och familjen mätare. Inga underarter finns listade i Catalogue of Life.